# Surya

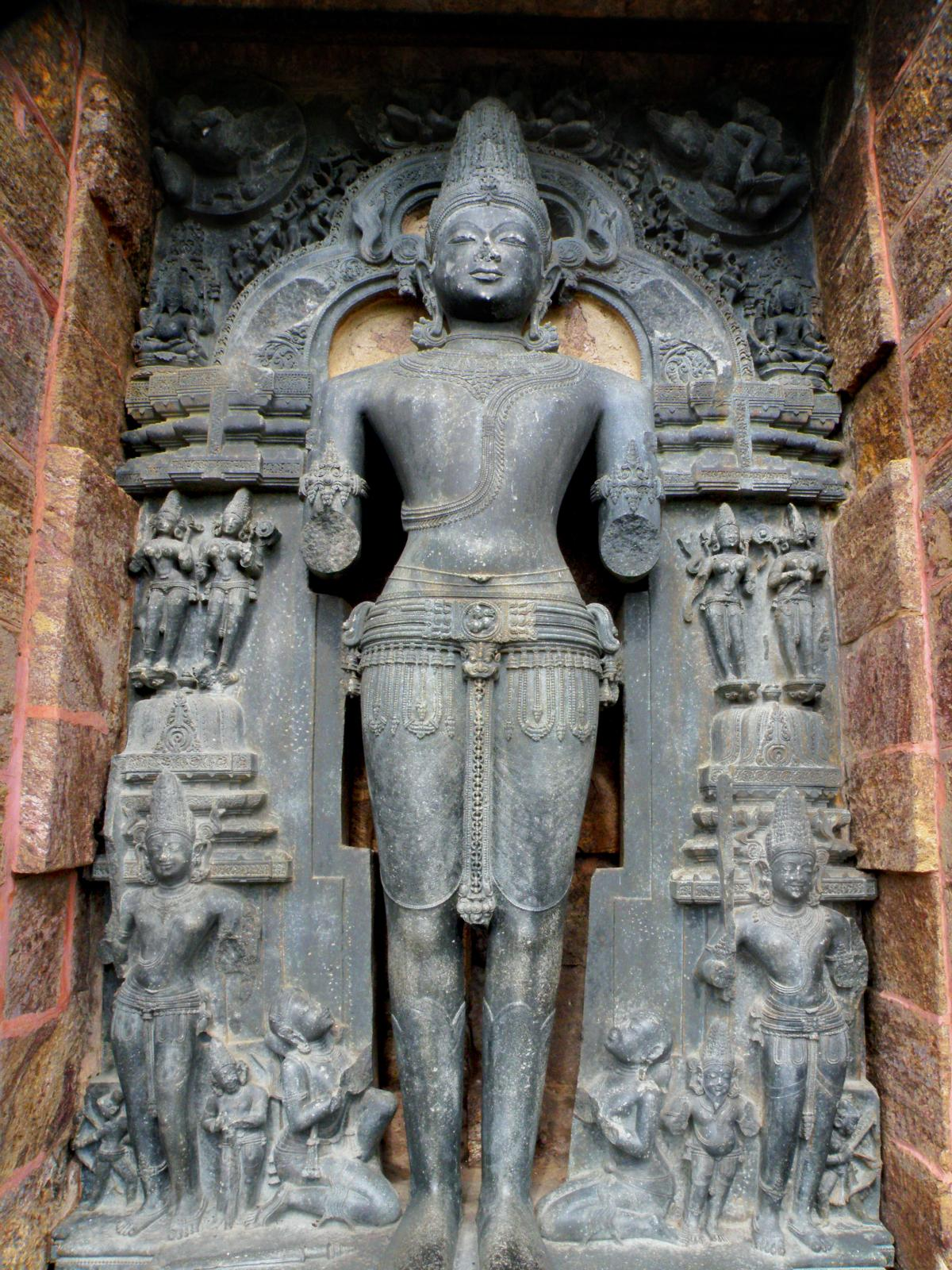
Surya or the Sun God, Konark

Surya (sanskrit सूर्य sūrya) är solens gud i indisk mytologi. Han är son till Dyaus, bror till Indra och Agni. 
Surya bildade tillsammans med sina bröder en central treenighet bland det rika utbudet av indiska gudar. Under senare epoker har Surya tillskrivits en rad egenskaper och släktskap som inte tillhörde den ursprungliga gestalten. Nazisterna lånade också den solsymbol, svastikan, som förknippas med honom. I konsten framträder Surya sittande i en vagn som färdas över himlen dragen av en sjuhövdad häst.